# Armando Scarpino
Armando Scarpino (Nicastro, 12 febbraio 1922 – Roma, 20 febbraio 1976) è stato un politico italiano.

## Biografia
Insegnante di lettere, impegnato in politica con il Partito Comunista Italiano, fu più volte consigliere comunale a Lamezia Terme e membro del Cda dell’ospedale cittadino.
Nel 1963 divenne Senatore della Repubblica Italiana, rimanendo in carica fino al 1968. Venne poi eletto nuovamente a Palazzo Madama alle elezioni del 1972. Morì il 20 febbraio 1976, una settimana dopo aver compiuto 54 anni, da parlamentare in carica. Lo sostituì al Senato il collega Luigi Tropeano.